# اوسمار اولورا
اوسمار اولورا (اسپانیایی: Osmar Olvera‎؛ زادهٔ ۵ ژوئن ۲۰۰۴) شیرجه‌رو اهل مکزیک است.
وی در مسابقات کشوری و بین‌المللی در مجموع برندهٔ ۵ مدال طلا، ۴ مدال نقره، ۲ مدال برنز شده است.